# Plaza Suite
Plaza Suite (br: Hotel das Ilusões / pt: Suíte em Hotel de Luxo) é um filme norte-americano de 1971, realizado por Arthur Hiller.

## Sinopse
Uma suite no Plaza Hotel é sucessivamente ocupada por três casais, todos eles protagonizados por Walter Matthau, variando unicamente a atriz que com ele contracena. Assim, Matthau é primeiramente um marido que vem reviver com a mulher (Maureen Stapleton) a sua noite de núpcias; depois um produtor de cinema interessado numa conquista fácil (Barbara Harris) e, finalmente, o pai e a mãe (Lee Grant) de uma noiva relutante que, à hora do casamento, se fecha no banheiro e não quer de lá sair..

## Elenco
- Walter Matthau : Roy / Jesse / Sam
- Maureen Stapleton : Karen Nash
- Barbara Harris : Muriel Tate
- Lee Grant : Norma Hubley
- Louise Sorel : Miss McCormack

## Sobre o filme
Trata-se da adaprtação da peça Plaza Suite, uma das muitas escritas pelo dramaturgo Neil Simon, o qual é considerado um excelente observador da realidade social norte-americana. As situações criadas para o argumento do filme são uma boa oportunidade para confirmar o talento de Walter Matthau.

## Prémios e nomeações
O filme foi nomeado para o Globo de Ouro para Melhor Filme Musical ou de Comédia, mas perdeu para Fiddler on the Roof. Maureen Stapleton foi nomeada para o Globo de Ouro para Melhor Atriz Coadjuvante, mas perdeu para Ann-Margret em Carnal Knowledge.